# Jørgen Sverdrup
Jørgen Jørgensen Sverdrup (* 16. Dezember 1732 auf dem Hof Nord-Herøy, Herøy (Nordland); † 22. April 1810 in Avaldsnes) war ein norwegischer Missionar in Grönland, Propst und Pastor.

## Leben

### Herkunft und Familie
Jørgen Sverdrup war der Sohn des Gutsverwalters Jørgen Andersen Sverdrup (1671–1732) und seiner Frau Margrethe Pedersdatter Angell (1691–1779). Er wurde auf dem Gutshof Nord-Herøy auf der gleichnamigen Insel geboren, auf dem der Vogt von Helgeland seinen Sitz hatte.
Auf demselben Hof war um 1646 der Dichter Petter Dass (um 1646–1707) geboren worden. 1666 hatte Joachim Irgens av Vestervig (1611–1675) den Hof dem König abgekauft und nach seinem Tod kaufte ihn 1678 der reiche dänischstämmige Kaufmann Lorentz Mortensen Angell (1626–1697). Dessen Sohn Peder Lorentzen Angell (1666–1726) wurde 1689 Vogt von Helgeland und folgte damit Peder Christophersen Broch (1641–1707) nach, dem nur fünf Jahre älteren Stiefvater von Petter Dass. Er heiratete 1690 Anne Margrethe Pedersdatter Broch (1671–1707), die Tochter seines Vorgängers. Jørgen Andersen Sverdrup ging in den 1690er Jahren bei Lorentz Mortensen Angell in die Lehre und diente nach dessen Tod bei seinen Söhnen. Er war somit Gutsverwalter für Peder Lorentzen Angell. Als dieser 1710 zum Lagmann ernannt wurde, wurde Jørgen Andersen Sverdrup zum kommissarischen Vogt ernannt bis zur Ankunft seines Nachfolgers Gjert Lange im Folgejahr. 1711 heiratete er Peder Lorentzen Angells Tochter Margrethe Pedersdatter Angell.

### Kindheit und Jugend
Jørgen Sverdrup war somit der Halbgroßneffe von Petter Dass. Er war das zwölfte und jüngste Kind der Familie und sein Vater war zum Zeitpunkt der Geburts bereits verstorben. Er wuchs in Nord-Herøy auf, wo seine Mutter verwitwet vorübergehend wohnen bleiben durfte. Später zog die Familie auf den Hof Tilrem in Brønnøy, gut 50 km weiter südlich.
Obwohl er aus wohlhabender und einflussreicher Familie stammte, wuchs er wegen der Vaterlosigkeit in bescheidenen Verhältnissen auf. Während zwei seiner älteren Brüder Jura studieren konnten, war für den jüngsten Sohn hierzu kein Geld mehr übrig. Nachdem er in seiner Jugend begonnen hatte als Schreiber zu arbeiten, kam er im Alter von rund 18 Jahren in eine religiöse Krise. Sein Vater war ein Freund von Thomas von Westen gewesen und die Familie war somit sehr gläubig, wobei es auch Einflüsse der Herrnhuter Brüdergemeine gab. Infolgedessen beschloss er wie ein weiterer Bruder Pastor zu werden. Sein Bruder Peter Jacob (der Vater von Georg Sverdrup) und einige Freunde liehen ihm Geld und so konnte Jørgen Sverdrup doch noch studieren. Er ließ sich zwei Jahre von seinem Schwager Jens Hersleb (1715–1796) unterrichten, der Kaplan in Brønnøy war, und kam anschließend 1752 auf die Kathedralschule in Trondheim, wo er nach anderthalb Jahren seinen Abschluss machte und somit an der Universität Kopenhagen studieren konnte.
Dort legte er am 30. Juli 1755 das examen artium ab, lernte unter Caspar Frederik Munthe, legte 1756 das Zweitexamen ab und kehrte dann vorübergehend zurück nach Norwegen. Dort arbeitete er als Hauslehrer. Am 28. Juli 1758 wurde er Baccalaureus und begann dann das eigentliche Theologiestudium unter Peder Holm und Johannes Otto Bang. Noch während des Studiums kam er in Kontakt mit Poul Egede und bewarb sich um einen Platz am Grönländischen Seminarium, um Missionar in Grönland zu werden. Er wurde aufgenommen und schloss am 17. Februar 1762 das Theologiestudium ab.
Anschließend reiste er nach Norwegen, um sich von seiner Mutter und der restlichen Familie zu verabschieden, die er nie wieder sehen sollte. Obwohl er spätestens 1763 hätte nach Grönland geschickt werden sollen, war Jørgen Sverdrup so lernbegierig, dass er um ein weiteres Jahr Aufschub bat, um neben der grönländischen Sprache auch sein Wissen über Physik, Zoologie und Botanik perfektionieren zu können.

### Zeit als Missionar
Am 16. März 1764 wurde er schließlich offiziell zum Missionar in Ilulissat ernannt, wurde am 6. April in der Kopenhagener Vor Frue Kirke von Bischof Ludvig Harboe ordiniert und machte sich Anfang Mai auf die Reise nach Grönland. Sein Vorgänger Christen Fabricius war 1763 aus gesundheitlichen Gründen nach Europa zurückgekehrt und hatte das Missionariat an seinen dänischen Katecheten Jacob Povelsen Møller abgegeben. Dieser sprach ausgezeichnet Grönländisch und man setzte große Hoffnungen auf ihn, aber er erklärte sich zum Propheten und vergrößerte damit nicht nur nicht die vergleichsweise kleine Christengemeinde in seinem Missionariat, sondern ließ diese auch noch vom Glauben abkommen, sodass Jørgen Sverdrup bei seiner Ankunft vollkommenes Chaos vorfand. Er selbst sprach nur mangelhaft Grönländisch und konnte anfangs nichts ausrichten, musste sich von Møller obendrein aber noch verspotten lassen. Dieser wurde schließlich seines Amtes enthoben und nach Dänemark zurückgeschickt. Dennoch dauerte es Jahre, bis er das Vertrauen der grönländischen Bevölkerung erlangt hatte. Die schwierigen Zustände erschütterten ihn so sehr, dass er 1765 an das Missionskollegium schrieb, dass dies womöglich der letzte Brief vor seinem Tod sei. Das Missionskollegium unter Paul Egede war kritisch und hielt ihn für dramatisch und glaubte, dass er übertrieb, sodass man Jacob Povelsen Møller nach einem Jahr wieder nach Grönland schickte. Zugleich schickte man 1765 einen neuen Missionar nach Ilulissat und wollte Jørgen Sverdrup ins nahegelegene Ilimanaq versetzen. Dieser war jedoch so motiviert, das Chaos in seinem Missionariat zu beseitigen, dass er sich der Versetzung widersetzte.
Da er keinen Katecheten mehr hatte, musste er sein Grönländisch durch Kontakt mit der Bevölkerung verbessern, aber da in den anderen Missionariaten der Katechet de facto den größten Teil der Missionsarbeit übernahm, konnte sich Sverdrup auch deutlich freier entfalten bei der Missionierung. Er reiste viel umher, um die Bevölkerung dort zum Christentum zu bewegen, wo sie sich aufhielt. Er lebte im bereits recht verfallenen Missionshaus von 1751, das sowohl als Kirche als auch als Schule fungierte, dessen Dachgeschoss aber einmal ein Warenlager gewesen war. Wegen der schlechten Verhältnisse ließ er 1766 auf eigene Kosten ein Schulgebäude errichten, um die „fellbekleideten, dreckigen und stinkenden Kinder“ nicht in seinem Haus zu haben. Später baute er sich ein grönländisches Haus, um noch näher an der Bevölkerung zu sein, was aber seiner Gesundheit zu schaffen machte. Er litt auch unter Problemen im rechten Arm, die er sich zugezogen hatte, als er in einem Schneesturm bei −30 °C draußen übernachten musste und sich dabei schwere Erfrierungen mit Gangrän an der Hand zuzog, von denen er sich nach vielen Wochen einigermaßen erholen konnte. Ein anderes Mal musste er sich bei einer Heimreise mangels Proviant acht Tage lang von gesammelten Muscheln ernähren. Vermutlich durch den engen Kontakt zur Bevölkerung fand er sich gut mit der bescheidenen Lebensweise ab und ernährte sich häufig von grönländischer Nahrung, was hingegen seiner Gesundheit zugutekam, da er im Gegensatz zu vielen seiner Kollegen nicht an Skorbut erkrankte. Bereits vor seiner Abreise hatte er sich in der Naturwissenschaft fortgebildet und infolgedessen sammelte er Pflanzen in Grönland, die er nach Europa sandte, und nahm meteorologische Untersuchungen vor. Obwohl er sich durch den engen Kontakt die Sprache bis hin zur Perfektion aneignete, litt er noch immer unter den Folgen von Jacob Povelsen Møllers Amtszeit, sowie dem Widerstand der dänischen Kolonisten, die seinen pietistisch geprägten Glauben nicht guthießen. Wegen seiner schlechten Erfahrungen mit dem dänischen Katecheten begann er systematisch Grönländer zu Katecheten auszubilden. Am 26. Oktober 1767 heiratete er in Ilimanaq die Grönländerin Marianna (um 1739–1785), Witwe des dänischen Böttchers Vilhelm Grætzie, wodurch er drei Stiefkinder bekam. Durch die Ehe erhielt er noch besseren Kontakt zur Bevölkerung und seine Frau unterstützte ihn bei der Missionsarbeit, während sein Ansehen bei den Dänen durch die Ehe mit einer Grönländerin stark sank. Als es 1768 zu einer Epidemie kam, kümmerten sich der Missionar und seine Frau aufopfernd um die kranke Bevölkerung, welche sich mit Vertrauen bedankte. Dadurch wuchs die christliche Gemeinde fortan stark an, obwohl zahlreiche bereits Getaufte an Krankheiten starben oder wegen schlechter Jagderträge verzogen waren. Die Mission war so erfolgreich, dass sich die Zahl von 80 Getauften bei seiner Ankunft bis Anfang der 1770er Jahre verdreifacht hatte.

### Zeit als Vizepropst
Bereits 1769 war er vom Missionskollegium gebeten worden zwecks Verhandlungen nach Dänemark zu reisen, aber er hatte abgelehnt, da er meinte, seine wachsende Gemeinde nicht verlassen zu können. Auch eine Ernennung zum Missionar in Aasiaat hatte er aus demselben Grund abgelehnt. 1772 reiste er schließlich zurück nach Europa und sein Stellvertreter fand ein tadelloses Missionariat vor. In Dänemark konfrontierte das Missionskollegium ihn mit dem Vorschlag, als Vizepropst von Nordgrönland die Missionstätigkeiten im gesamten nördlichen Teil der arktischen Kolonie zu überwachen. Hierfür sollte er drei Jahre lang durch das (spätere) Inspektorat reisen, im zweiten Jahr seinen südgrönländischen Kollegen treffen, ein Jahr als Missionar dienen und dann wieder von vorne beginnen.
Am 26. März 1773 wurde er somit zum Vizepropst von Nordgrönland ernannt, während der Isländer Egill Þórhallason zum Vizepropst von Südgrönland ernannt wurde. Dieser kehrte 1775 nach Europa zurück, woraufhin Jørgen Sverdrup zum Vizepropst von ganz Grönland ernannt wurde. Die Amtsausübung war jedoch aufgrund der enormen Größe Grönlands praktisch gesehen unmöglich, sodass er Südgrönland nicht bereiste. Als Vizepropst setzte er sich vor allem für eine bessere Organisation des Missionswesens ein. Die Missionspraktiken wurden vereinheitlicht, Schulbücher angeschafft, grönländische Kirchentexte verbessert, Katecheten ausgebildet und eingestellt, Bürokratie eingeführt und Missionsarchive gegründet. Seine Arbeit wurde hochgeschätzt, aber selbst war er unzufrieden mit seinem Amt, da er lieber missionieren wollte. Seine Gesuche, freigestellt zu werden, wurden deswegen vom Missionskollegium ignoriert. Nebenher sollte er noch stellvertretend die Missionariate übernehmen, deren Missionar verreist war, was ihn stark überlastete.
Nach guten Walfangerträgen motivierte er die Bevölkerung in Ilulissat 1777, für den Bau einer Kirche zu sammeln und 1779 war genug zusammengekommen, dass noch im selben Jahr die noch heute stehende Zionskirche errichtet werden konnte, die erste Kirche Nordgrönlands. Sie kostete 2000 Rigsdaler, von denen 1500 von der Bevölkerung kamen. Sverdrup war selbst Bauherr und Bauarbeiter. Er baute die Kirche mit einem Fassungsvermögen, dass die Größe der damaligen Gemeinde um ein Vielfaches überstieg, in der Hoffnung, dass einmal die ganze Bevölkerung getauft sein würde.
Anfang der 1780er Jahre verschlechterte sich seine Gesundheit und er bat erneut um seine Freistellung, die ihm aber nicht gewährt wurde. Nach dem Tod seiner Frau 1785 und seiner Stieftochter 1786 intensivierte er seinen Wunsch heimzukehren noch mehr. 1787 bat er um eine Anstellung als Pastor in Norwegen. Am 27. August 1788 hielt er seine Abschiedspredigt und machte sich dann gemeinsam mit einer Pflegetochter aus der Familie seiner Frau auf die Heimreise.

### Nach der Rückkehr nach Europa
Bereits am 8. September erreichte er Kopenhagen. Nach seiner Ankunft stand noch kein Amt zur Verfügung und er wurde mit großzügiger Pension im Kopenhagener Waisenheim einquartiert. Am 29. Mai 1789 wurde er schließlich zum Pastor in Avaldsnes ernannt und trat sein Amt am 5. Oktober desselben Jahres an. Er lebte mit seiner Pflegetochter Kirsten Johansdatter (um 1782–1854) unter einfachen Verhältnissen auf dem Pastorenhof. Sie heiratete später zweimal und hatte mehrere Kinder. 1792 wurde er obendrein zum Propst von Karmøy ernannt. Er lehnte ursprünglich wegen des hohen Alters und schlechter Gesundheit ab, musste sich aber fügen. Erst 1796 wurde sein Rücktritt wegen schlechter Augen akzeptiert. 1805 bat er schließlich um seine Pensionierung, da er mittlerweile fast taub und blind war und nach einem Schlaganfall rechtsseitig gelähmt war. Erst am 7. Februar 1806 wurde er pensioniert, aber mangels eines Nachfolgers blieb er de facto noch bis April 1807 im Amt. Er starb drei Jahre später am 22. April 1810 in Avaldsnes. Mangels Kindern setzte er seine Verwandte Bolette Kristine Jalle geb. Angell (1762–1849) als Alleinerbin ein.